# 스웨덴 러브 스토리
스웨덴 러브 스토리(A Swedish Love Story, En Karlekshistoria)는 스웨덴에서 제작된 로이 앤더슨 감독의 1970년 드라마, 멜로/로맨스 영화이다. 앤-소피 킬린 등이 주연으로 출연하였다.

## 출연

### 주연
- 앤-소피 킬린
- 롤프 솔만

### 조연
- 아니타 린드블롬
- 베르틸 놀스톰
- 레나르 텔펠트
- 마가레타 와이버스
- 아네 앤더슨
- 모드 바케우스